# Val d’Hérémence

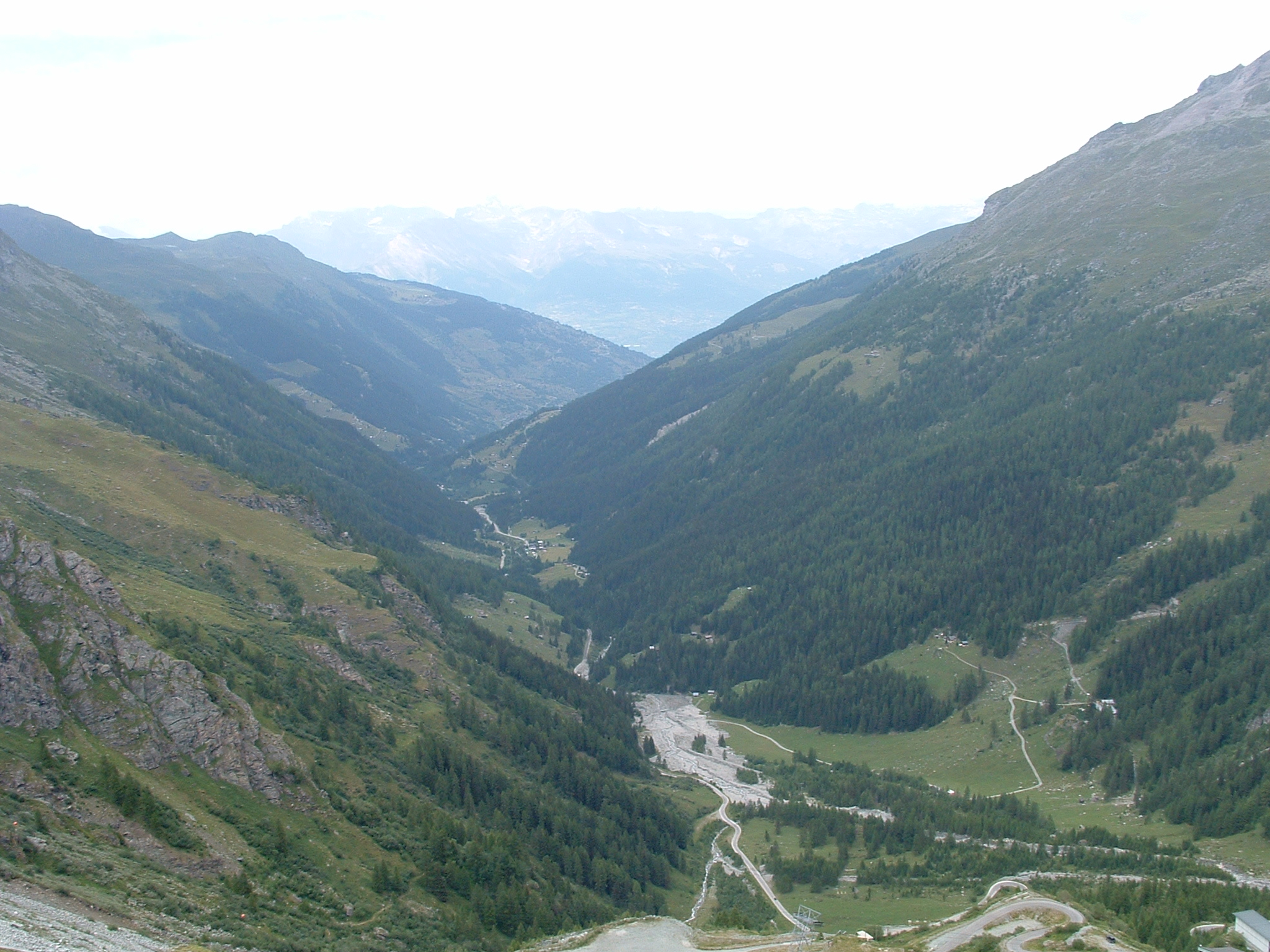
Val d’Hérémence

Das Val d’Hérémence ist ein Tal im Zentrum des Schweizer Kantons Wallis auf der Südseite der Rhone.

## Geographie
Als Seitental des Val d’Hérens erstreckt es sich flussaufwärts gesehen über zwölf Kilometer von Hérémence bis zur Staumauer Grande Dixence / Lac des Dix. Oberhalb heisst das gleiche Tal Val des Dix. Das Tal wird von der Dixence durchflossen. Nördlich von Euseigne mündet die Dixence von Südwesten in die Borgne.
Das Val d’Hérémence ist vom Massentourismus bisher verschont geblieben. Die Natur ist noch fast intakt. Die Flora und Fauna ist sehr vielfältig.

## Verkehr
Es gibt hier auch eine Querverbindung zur Hauptverkehrsstrasse im Val d’Herens durch dieses Seitental, welche bereits vier Kilometer unterhalb der Dixence-Mündung in Vex (939 Meter) abzweigt.

## Sehenswürdigkeiten
Im Val d’Hérémence befinden sich die Erdpyramiden von Euseigne.